# 維拉時代
維拉時代（英語：Valian Years）是英國作家約翰·羅納德·瑞爾·托爾金的史詩式奇幻小說系列中的時代。
維拉時代是維拉們初進入原始阿爾達的時代，開始創造世界，與米爾寇鬥爭。當時還沒有興建兩盞巨燈，而世界只有維拉存在。維拉在那時沒有計算時間，直至雙聖樹生長為止。
維拉時代不適用於貝爾蘭和中土大陸。
維拉時代大約維持了140.5年（每一維拉時代年等於1.4地球年）。